# Athyreus brasilicus
Athyreus brasilicus är en skalbaggsart som beskrevs av Henry Fuller Howden och Martinez 1978. Athyreus brasilicus ingår i släktet Athyreus och familjen Bolboceratidae. Inga underarter finns listade.